# Paetica eutropia
Paetica eutropia is een vlinder uit de familie van de uilen (Noctuidae). De wetenschappelijke naam van de soort is voor het eerst geldig gepubliceerd in 1791 door Stoll, [1790.